# 日刊!たかじんのそこまでやって委員会
日刊!たかじんのそこまでやって委員会（にっかんたかじんのそこまでやっていいんかい）は、TVTVTV株式会社が2008年12月から運営しているブロードバンド映像配信ポータルサイト。

## 概要
携帯サイト『発禁!たかじん新聞』内の動画コーナーを、『週刊!たかじんのそこまでやって委員会』として独立。後に携帯サイトもたかじん新聞と統合。
やしきたかじんを主筆とし、主に、親会社のBOY'Sが番組制作している「たかじんのそこまで言って委員会」にレギュラー出演しているパネラーを論説委員として、番組収録前、休憩中、後の読売テレビ局内の楽屋や論説委員の仕事先等にてテーマを決めた動画を収録。同様に言って委員会の番組のゲスト、またはが同じくBOY'Sが番組制作している「たかじんNOマネー」のレギュラーパネリストをゲスト論説委員として動画を収録。テレビ番組とは全く別に論説委員との同行、スタッフのみで現場へ取材、ロケに赴く企画も収録し配信されている。
また、そこまで言って委員会の増刊版との連動企画も放送していた。

## 運営
2012年3月末までは、「週刊!」とタイトル付られていたので、そこまで言って委員会終了直後から日付が変わる前に掛けて、サイトを更新。1週間に5本位の
動画の閲覧が可能であった。
2012年4月1日からは現在の「日刊!」へ変更となり、1週間内で1日ずつ動画が更新作業が行われている。。
サイトは言って委員会、たかじんNOマネーを制作しているBOY'Sの子会社であるTVTVTVが運営しているため、Webサイトにも「讀賣テレビ放送とは一切関係はありません。」と文言が明記されている。
2014年5月7日、Webサイトにて、やしきたかじんオフィシャルサイトと統合し、『やしきたかじんメモリアル』としてサイトを統合を発表し、統合した。その後、2015年5月15日、Webサイト上にて、統合していた「やしきたかじんメモリアル」が消滅、再分割に伴い、名称を再び「そこまでやって委員会」に戻し、過去動画を無料配信する事を発表した。